# Anatoli Rybakov
Pour les articles homonymes, voir Rybakov.
Anatoli Naoumovitch Rybakov (en russe : Анатолий Наумович Рыбаков) est un écrivain russe, né le 1er janvier 1911 (14 janvier dans le calendrier grégorien) à Tchernigov, (Empire russe) et décédé le 23 décembre 1998 à New York.
Il est l'auteur de la trilogie antistalinienne Les Enfants de l'Arbat, du roman Sable lourd et d'un certain nombre de livres pour enfants dont Les Aventures de Krosh, La Dague et L'Oiseau de bronze,. L'une de ces dernières œuvres est le roman Le Livre des mémoires (Роман-Воспоминание).
Il est le grand-père de l'écrivaine Maria Rybakova.

## Biographie
Rybakov naît à Tchernigov (aujourd'hui Tchernihiv en Ukraine) dans une famille juive, fils de Naoum Borissovitch Aronov (1885-1963) et Dina Abramovna Rybakova (1890-1959). À partir de 1919, la famille vit à Moscou, au numéro 51 rue Arbat. Après ses études secondaires, Anatoli travaille comme débardeur, puis chauffeur à l'usine chimique Dorogomilovski de Moscou. En 1930, il entame les études à l'Institut des chemins de fer de Moscou, mais trois ans plus tard se voit exclu de l'Institut et chassé du Komsomol pour propagande anti-révolutionnaire. Bien que réintégré brièvement après un entretien chez Aaron Solts, le 5 novembre 1933, il est arrêté et condamné par un conseil spécial de la Guépéou à trois ans de travaux forcés, en application de l'article 58 du code pénal de la RSFSR. Sa peine purgée, n'ayant pas le droit de s'installer dans les grandes villes soumises au régime du permis obligatoire de résidence, il voyage dans de nombreuses régions d'Union soviétique, acceptant les métiers auxquels il lui est possible d'accéder sans remplir les fichiers de données personnelles.
Lors de la Seconde Guerre mondiale, quand les troupes allemandes viennent de pénétrer sur le territoire de l'Union soviétique, Rybakov rejoint le corps d'infanterie mécanisée de l'Armée rouge et, ayant participé à de grandes batailles du front de l'Est pour terminer la guerre à Berlin, recevra plusieurs décorations pour ses faits d'armes et sera gradé officier-ingénieur du génie militaire. L'inscription de sa condamnation est retirée de son casier judiciaire à cette occasion. Mais il n'est entièrement réhabilité qu'en 1960.
En 1951, il obtient le prix Staline pour son premier roman Les Conducteurs (Водители).
Son roman en partie autobiographique Les Enfants de l'Arbat, dont l'écriture s'étend de la fin des années 1930 jusqu'en 1982, est publié dans Droujba narodov («Дружба народов») en 1987 et reçoit l’accueil enthousiaste. L'histoire sera portée à l'écran dans un feuilleton télévisé en 2005.
Rybakov préside le PEN club soviétique de 1989 à 1991, puis devient le président honoraire du PEN club russe en 1991.
En 1995, sort le recueil de ses œuvres en sept volumes, puis en 1997, Le Livre des mémoires (Роман-воспоминания) autobiographique.
Il meurt dans son sommeil le 23 décembre 1998 à New York et sera enterré au cimetière de Kountsevo.

## Œuvres

### Nouvelles
- La Dague (Кортик), 1948.
- L'Oiseau de bronze (Бронзовая птица), 1956.
- Les Aventures de Krosh (Приключения Кроша), 1960.
- Les Vacances de Krosh (Каникулы Кроша), 1966.
- Soldat inconnu (Неизвестный солдат), 1970.
- Le Coup de fusil (Выстрел), 1975.

### Romans
- Les Conducteurs (Водители), 1950.
- Ekaterina Voronina (Екатерина Воронина), 1955.
- L’Été à Sosniaki (Лето в Сосняках), 1964.
- Sable lourd (Тяжелый песок), 1978.
- Les Enfants de l'Arbat 1 (Дети Арбата) 1982.
- L'An trente-cinq et d'autres années (Тридцать пятый и другие годы) 1988.
- Les Enfants de l'Arbat  2 : La Peur (Страх), 1990.
- Les Enfants de l'Arbat 3 : Cendres et Poussières (Прах и пепел), 1994.
- Le Livre des mémoires (Роман-воспоминание) (Мой XX век), 1997.

## Adaptations
- 1954 : La Dague, adaptation de la nouvelle éponyme par Vladimir Venguerov et Mikhail Schweitzer (Lenfilm)
- 1957 : Ekaterina Voronina, adaptation de la nouvelle éponyme par Isidore Annenski (Gorki Film Studio)
- 1961 : Les Aventures de Kroch, adaptation de la nouvelle éponyme par Genrikh Oganessian (Gorki Film Studio)
- 1971 : Minute de silence (ru), adaptation de la nouvelle Soldat inconnu par Igor Chatrov (ru) (Gorki Film Studio)
- 1973 : La Dague, téléfilm en trois épisodes de Nikolaï Kalinine (ru) (Belarusfilm)
- 1974 : L'Oiseau de bronze, téléfilm en trois épisodes de Nikolaï Kalinine (Belarusfilm)
- 1974 : Le dernier été de l'enfance (ru), téléfilm en trois épisodes adapté de la nouvelle Vystrel par Valeri Roubintchik (Belarusfilm)
- 1980 : Les Vacances de Kroch (ru), téléfilm en quatre épisodes adapté de la nouvelle éponyme par Grigori Aronov (Studio Ekran)
- 1984 : Soldat inconnu (ru), téléfilm en trois épisodes adapté de la nouvelle éponyme par Grigori Aronov et Vadim Zobine (ru) (Studio Ekran)
- 1988 : Dimanche 18h30 (ru), téléfilm en quatre épisodes de Vadim Zobine (ru) (Studio Ekran)
- 2004 : Les Enfants de l'Arbat (ru), série télévisée d'Andreï Echpaï (Arc-film)
- 2008 : Sable lourd (ru), série télévisée de Dmitri Barchtchevski (Risk).